# توم مور (لاعب كرة قدم أمريكية أمريكي)
توم مور (بالإنجليزية: Tom Moore) هو لاعب كرة قدم أمريكية أمريكي، ولد في 17 يوليو 1938 في غودليتسفيل في الولايات المتحدة.

## وصلات خارجية
- توم مور على موقع مرجع كرة القدم المحترفة.كوم (الإنجليزية)